# Aristolochia bottae
Aristolochia bottae är en piprankeväxtart som beskrevs av Jaub. & Sp.. Aristolochia bottae ingår i släktet piprankor, och familjen piprankeväxter. Inga underarter finns listade i Catalogue of Life.